# Negba
Negba (hebr. נגבה; pol. Południe; oficjalna pisownia w ang. Negba) – kibuc położony w Samorządzie Regionu Jo’aw, w Dystrykcie Południowym, w Izraelu. Członek Ruchu Kibuców (Ha-Tenu’a ha-Kibbucit).

## Położenie
Leży w północno-zachodniej części pustyni Negew, na pograniczu z Szefelą, w odległości 11 kilometrów od Morza Śródziemnego.
W jego otoczenia są kibuce Sede Jo’aw i En Curim, moszawy Jad Natan i Hodijja, oraz wieś Merkaz Szappira.

## Demografia
Liczba mieszkańców Negba:

## Historia

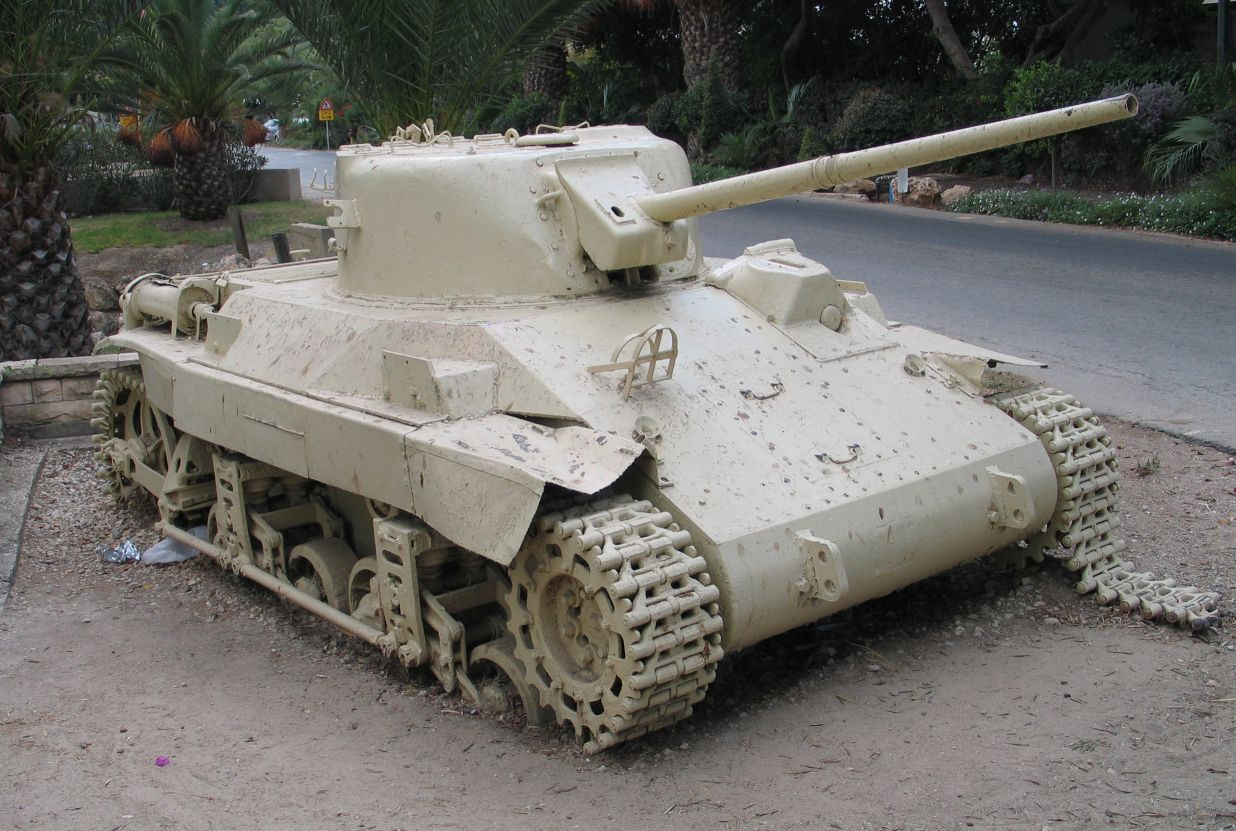
Egipski czołg M22 Locust zachowany w kibucu Negba

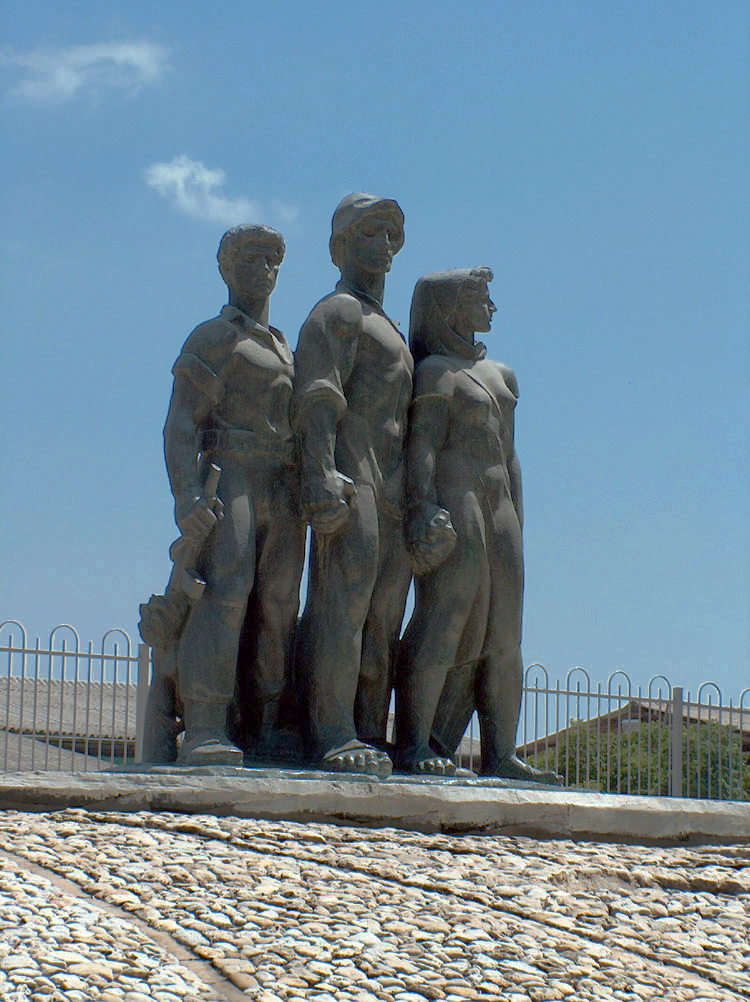
Pomnik obrońców kibucu Negba

Grunty pod założenie osady rolniczej zakupiono w 1930. Kibuc został założony 12 lipca 1939 przez członków żydowskiego ruchu młodzieżowego Ha-Szomer Ha-Cair, którzy przyjechali do Mandatu Palestyny z Polski. Była to wówczas najdalej wysunięta na południe osada żydowska. Wybudowano ją jako typową osadę obronną, z wieżą obserwacyjną i palisadą otaczającą teren całego osiedla. W jej budowie pomogli mieszkańcy kibucu Giwat Brenner. Do imigrantów z Polski dołączyli kolejni przybyli z Węgier.
Podczas wojny o niepodległość doszło tutaj do dwóch bitew o kibuc Negba (2 czerwca i 12 lipca 1948). W ciężkich walkach osada została prawie doszczętnie zniszczona, jednak obrońcy zdołali ją utrzymać. W następnych miesiącach kibuc służył jako baza wypadowa do operacji militarnych na pustyni Negew. Po wojnie osadę odbudowano. Na pamiątkę wojny pozostawiono podziurawioną wieżę ciśnień i egipski czołg M22 Locust. Obok cmentarza wojskowego w 1953 wystawiono pomnik ku czci poległych żołnierzy – obrońców kibucu.
W 1980 w kibucu zamieszkała grupa imigrantów z Argentyny, a następnie z krajów byłego ZSRR. Jak wiele innych kibuców, również i kibuc Negba borykał się na początku lat 80. XX wieku z trudnościami gospodarczymi, które wpłynęły na spadek liczby mieszkańców. Wymusiło to na zarządzie przeprowadzenie licznych zmian. Między innymi w 1980 przekształcono tutejszy dom dziecka w przedszkole. Początkowo był członkiem Ha-Kibuc Ha-Arci, a od 1999 przyłączył się do Ruchu Kibuców.
Aby przeciwdziałać malejącej liczbie mieszkańców, w 2003 zdecydowano się na pełną prywatyzację kibucu. Byłym mieszkańcom zaproponowano umowę prawną, która zapewniała częściową niezależność ekonomiczną. W ten sposób w ciągu trzech lat do kibucu przyjechało 82 nowych członków. Większość z nich stanowią powracający byli członkowie kibucu. Dla młodych ludzi opracowano specjalny plan, przewidujący, że są oni najemcami mieszkań w kibucu, przy czym większość z nich pracuje w różnych miejscach poza kibucem. Na południe od osady przygotowano teren pod budowę 138 nowych domów mieszkalnych, z których 50 będzie przeznaczonych dla rodzin wojskowych. Równocześnie podjęto starania aby rozbudować istniejącą infrastrukturę i podnieść jakość życia mieszkańców.

### Nazwa
Hebrajskie słowo „נגבה” Negba oznacza „Południe”. Nazwa kibucu została zaczerpnięta z wersetu w Księgi Mojżeszowej 13:14, w którym Bóg nakazał Abrahamowi podróż po całej Ziemi Obiecanej.

Po odejściu Lota Bóg rzekł do Abrama: Spójrz przed siebie i rozejrzyj się z tego miejsca, na którym stoisz, na północ i na południe, na wschód i ku morzu.

## Kultura i sport

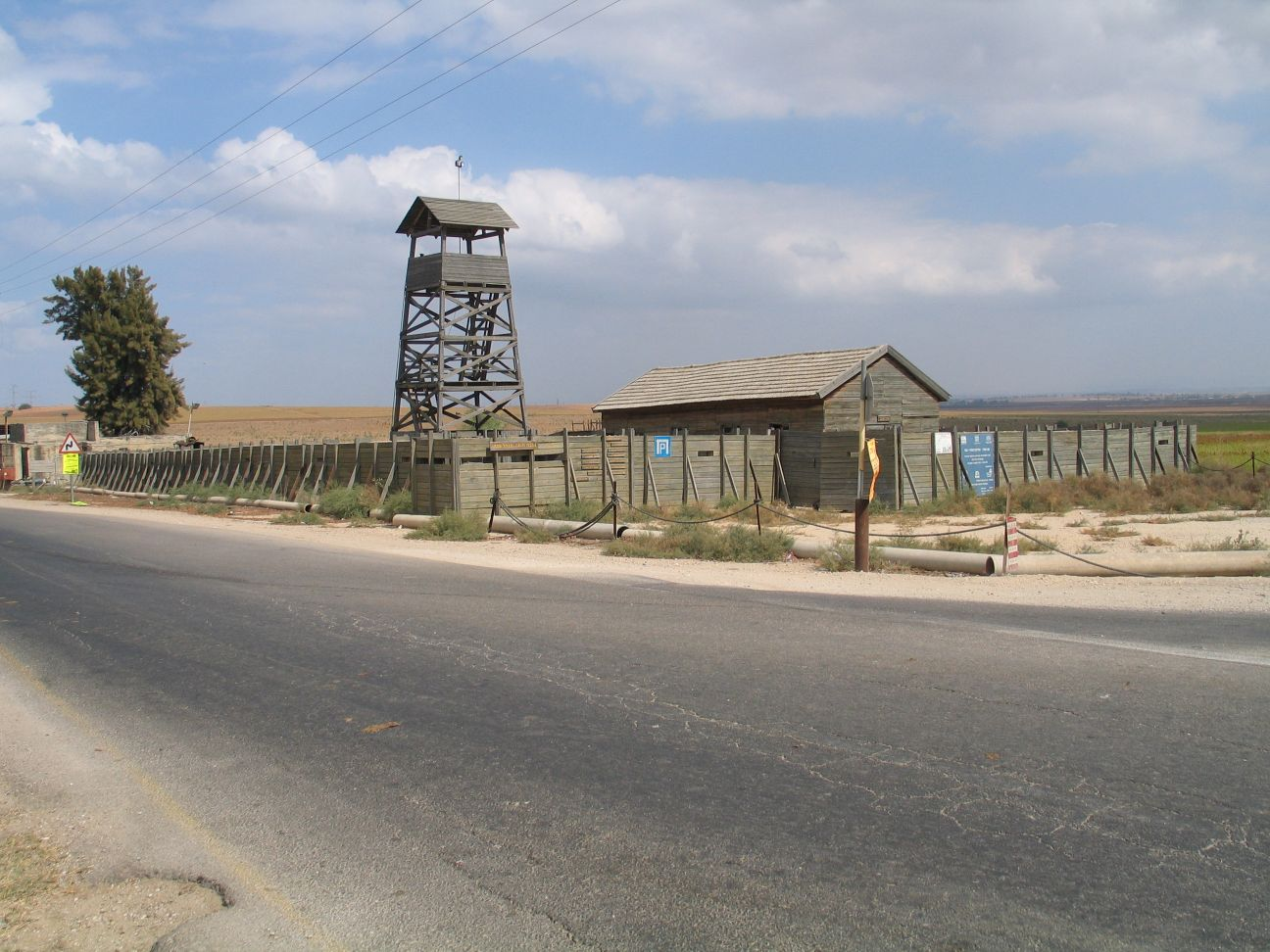
Skansen w kibucu Negba

W kibucu znajduje się ośrodek kultury z biblioteką. Lokalne muzeum upamiętnia przebieg walk o kibuc w 1948. Zbudowano tutaj skansen, w którym odtworzono pierwotny wygląd kibucu, z wieżą obserwacyjną i palisadą obronną. Skansen zajmuje jedną trzecią powierzchni, jaką w 1948 zajmował kibuc Negba.
Z obiektów sportowych jest basen kąpielowy i boisko do piłki nożnej.

## Edukacja
Kibuc utrzymuje przedszkole.

## Turystyka
Od pewnego czasu kibuc utrzymuje pensjonaty, które są udostępniane turystom. W 1950 w pobliżu odkryto źródła termalne, które są wykorzystywane jako uzdrowisko Hamei Yoav.

## Gospodarka
Gospodarka kibucu opiera się na tradycyjnym rolnictwie. Hoduje się tutaj drób i bydło, oraz uprawia warzywa. Produkcją mleka zajmuje się Spółdzielnia Mleczarska „Tnuwa”. Dodatkowo w okolicy zasadzono sady owocowe – pomarańcze, gruszki, awokado i bawełnę.
W 1970 w kibucu utworzono zakład produkujący opakowania CLP Industries Ltd. Część mieszkańców dojeżdża do pracy poza kibucem.

## Infrastruktura
W kibucu znajduje się ośrodek zdrowia i sklep wielobranżowy.

## Komunikacja
Z kibucu można wyjechać w kierunku północnym lub południowym. Jadąc na północ dojeżdża się do drogi ekspresowej nr 3 (Kefar Silwer-Modi’in-Makkabbim-Re’ut), a jadąc na południe dojeżdża się do kibucu Sede Jo’aw i drogi ekspresowej nr 35 (Aszkelon–Hebron).

## Ludzie związani z Negbą
W kibucu Negba urodził się izraelski polityk i publicysta Awszalom Wilan. Zawsze podkreślał on swoje pochodzenie i utrzymywał kontakty z kibucem.